# Киш (аэропорт)
Международный аэропорт «Киш» (перс. فرودگاه بین المللی کیش‎) — международный аэропорт, расположенный в центральной части острова Киш, входящего в состав Хормозгана, который является одним из останов (провинций) Ирана.
Международный аэропорт «Киш» является главными воротами острова Киш. Почти все туристы попадают в остров именно прилетев в этот аэропорт. В отличие от других аэропортов Ирана, здесь, гражданам почти абсолютно всех стран автоматически выдаётся 14-дневная виза, так как остров имеет статус свободной экономической зоны, и это сделано властями Исламской Республики Иран для большего привлечения туристов и инвестиций.
Развитие аэропорта началось с 2000-х годов, когда власти Ирана решили сделать остров Киш одним из крупнейших туристических пляжных-курортов Персидского залива и всего Ближнего Востока. Ежегодный пассажиропоток аэропорта составляет более 2 миллиона 750 тысяч человек.